# Melville Island (Northwest Territories og Nunavut)
Melville Island ( Inuktitut : ᐃᓗᓪᓕᖅ, Ilulliq ) er en ubeboet ø i det arktiske øhav med et areal på 42.149 km2. Den er den 33. største ø i verden og Canadas ottende største ø.
Bjergene på Melville Island, der er nogle af de største i det vestlige canadiske Arktis, når højder på 750 meter. Der er to subnationale eksklaver, der ligger vest for den 110 meridian og udgør en del af Northwest Territories. Disse kan kun nås ad landevejen fra Nunavut eller båd fra de Northwest Territories.
Melville Island deles af de nordvestlige territorier, som er ansvarlige for den vestlige halvdel af øen, og Nunavut, som er ansvarlig for den østlige halvdel. Grænsen løber langs den 110. meridian vest .

## Geografi
Øen har ringe eller ingen vegetation. Hvor kontinuerlig vegetation opstår, består den normalt af knolde med mos, lav, græs og halvgræsser . Den eneste træagtige art, dværgpilen, (Salix herbacea) vokser som en tæt snoet måtte, der kravler langs jorden.
Der findes en forskelligartet dyrepopulation: isbjørne, Peary caribou (en rensdyr-variant), moskusokse, halsbåndlemming, polarulv, polarræv, polarhare og hermelin er almindelige. En observation fra 2003 af en grizzlybjørn og grizzly-spor ved en ekspedition fra University of Alberta repræsenterer de nordligste rapporter om grizzly-bjørne, der nogensinde er registreret.
Melville Island er et af to store yngleområder for brantgæs . DNA-analyse og feltobservationer antyder, at disse fugle kan adskille sig fra andre brantbestande .   Med nummer 4.000–8.000 fugle kan dette være en af de sjældneste gåsebestande i verden.

## Historie
Den første europæer, der besøgte Melville Island, var den britiske opdagelsesrejsende, Sir William Parry, i 1819. Han blev tvunget til at tilbringe vinteren ved det, der nu kaldes "Winter Harbor", indtil den 1. august 1820 på grund af is på havet.
Øen er opkaldt efter Robert Dundas, 2. Viscount Melville, som på det tidspunkt var First Sea Lord. I søgen efter den forsvundne Franklinekspedition blev dens østkyst udforsket så langt som Bradford Point af Abraham Bradford i 1851, mens dens nord- og vestkyst blev undersøgt af Francis Leopold McClintock, Richard Vesey Hamilton og George Henry Richards i 1853.
Den 30. januar 1920 rapporterede The Pioche Record, at den islandske opdagelsesrejsende Vilhjalmur Stefansson opdagede et forsvundet depot fra McClintock-ekspeditionen fra 1853 på Melville Island. Tøj og mad fra cachen var i fremragende stand på trods af de barske arktiske forhold.
I 1930 blev en tre meter høj sandsten der markerer Parrys overvintringssted i 1819 ved Winter Harbor, udpeget som et nationalt historisk sted i Canada.